# Église évangélique du Congo

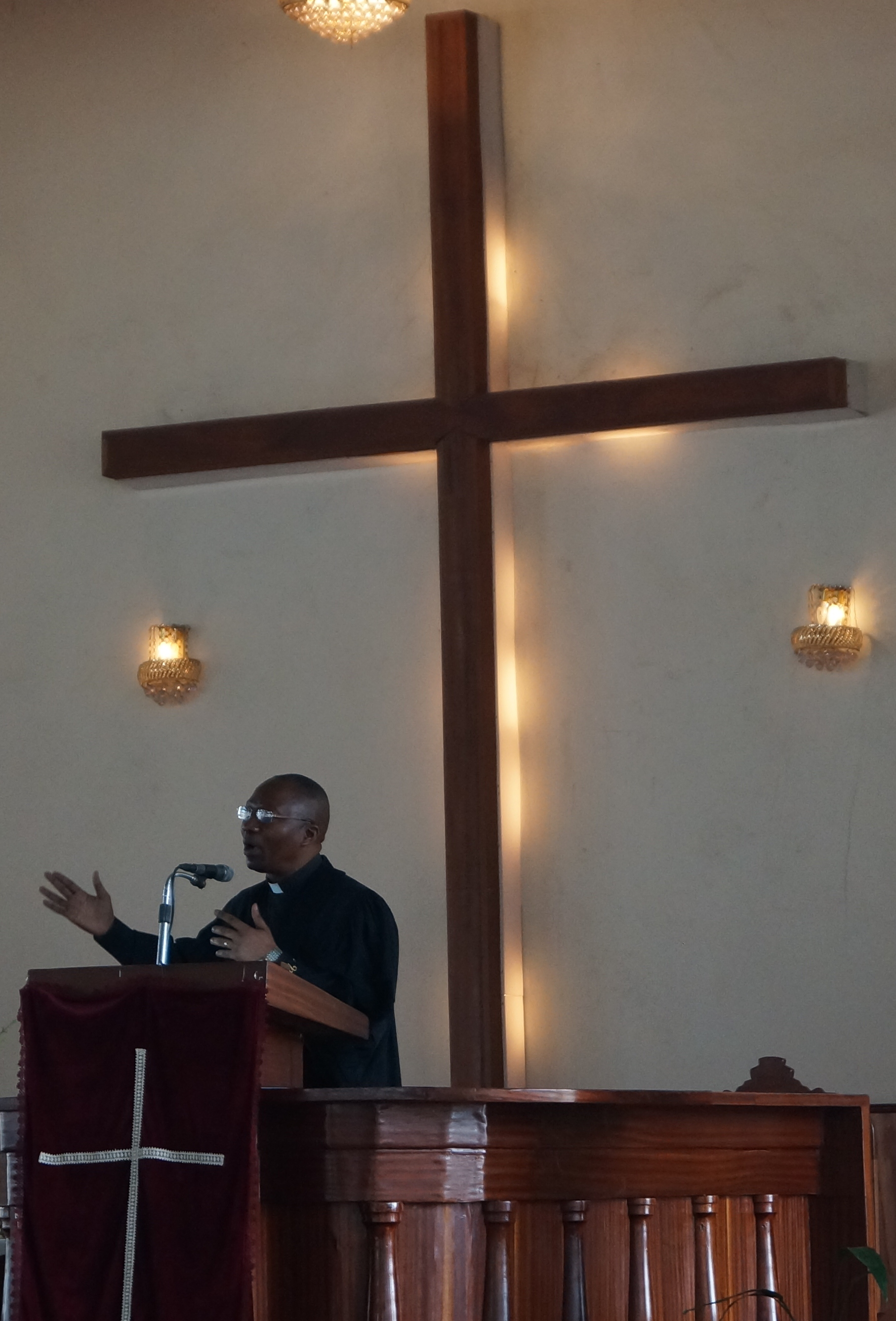
Patrice N’Souami

L'Église Évangélique du Congo (EEC) est une dénomination protestante réformée au Congo, membre de la Communion mondiale d'Églises réformées.

## Histoire
Elle est née le 15 juillet 1961 des cendres des missions protestantes scandinaves (principalement suédoises) commencées dans ces pays en 1909et le pasteur Jaspard Kimpolo en fut le premier président.

## Dirigeants
- Jaspard Kimpolo(†)
- Raymond Buana Kibongi (†)
- Jean Mboungou (†)
- Alphonse Mbama (†)
- Patrice Nsouami
- Edouard Moukala
- Juste Gonard Alain Bakoua (Président actuel)

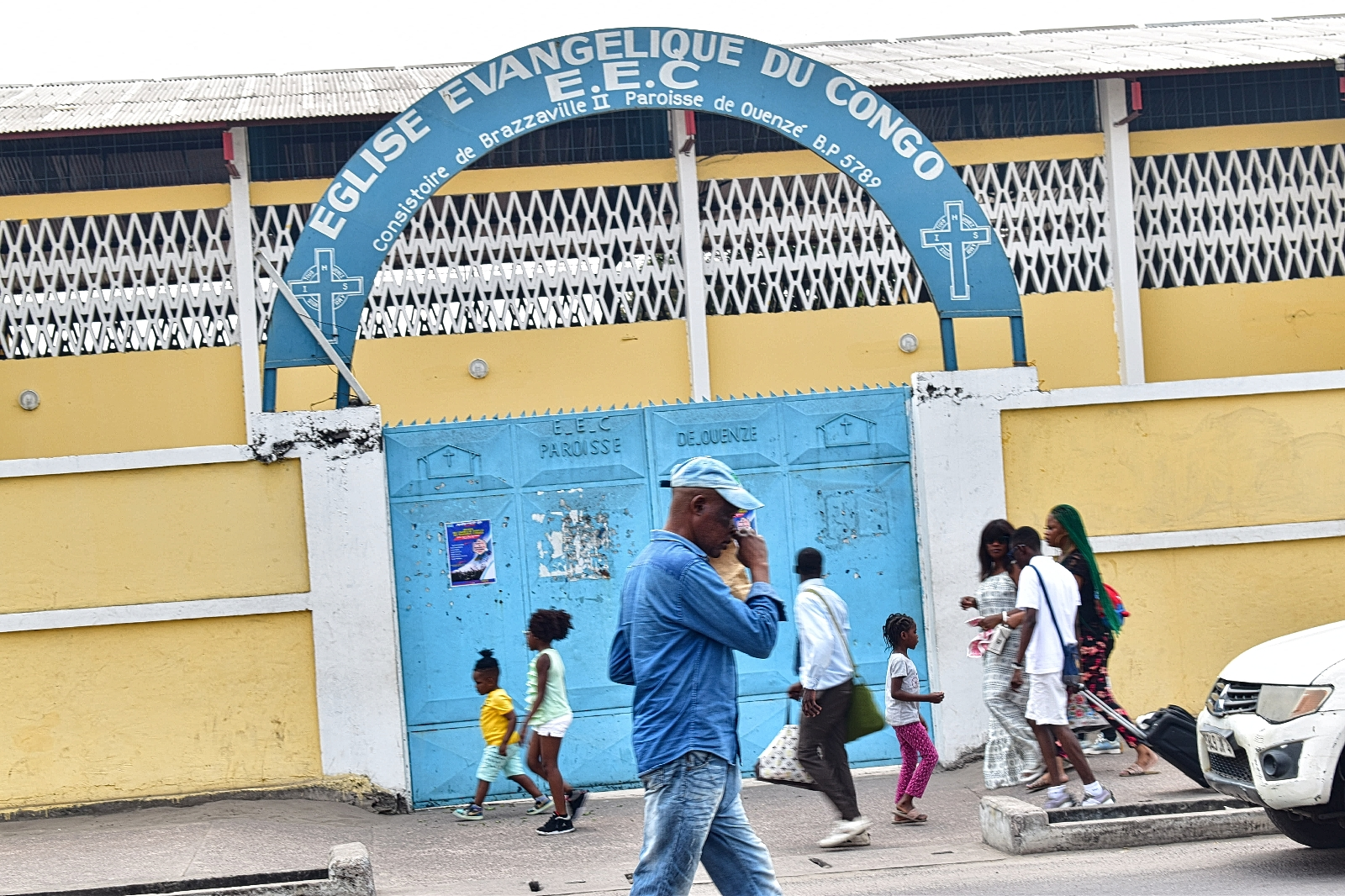
Eglise évangélique de Ouenzé EEC